# Force intérimaire des Nations unies au Liban
La Force intérimaire des Nations unies au Liban ou FINUL (arabe : قوة الأمم المتحدة المؤقتة في لبنان ou يونيفيل, anglais : United Nations Interim Force in Lebanon ou UNIFIL) est mise en place par les résolutions 425 (1978) et 426 des Nations unies du 19 mars 1978, à l'initiative du général français Jean Cuq, à la suite de l'escalade de la violence le long de la frontière israélo-libanaise qui avait culminé avec une incursion israélienne dans le Sud-Liban sur une profondeur d'environ 40 km, l'opération Litani, du 14 au 21 mars 1978. La FINUL est déployée à l'origine avec 4 000 hommes sur 650 km2.
Avec la résolution no 1701 du Conseil de sécurité des Nations unies, il est décidé pour terminer le conflit israélo-libanais de 2006 de renforcer jusqu'à 15 000 militaires le contingent de la FINUL dans le Liban du Sud, dont la moitié seront des Européens. Sa mission sera d'appuyer les 15 000 soldats de l'armée libanaise, pour former une zone tampon entre le Liban et Israël. On peut remarquer que cette force n'a pas d'appui aérien à niveau dissuasif en cas de conflit.
Le commandant de la FINUL est le général espagnol Aroldo Lázaro Sáenz depuis le 28 février 2022.

## Histoire
En 1978, à la suite de l'opération israélienne Litani dans le sud du Liban, la FINUL est mise en place afin de créer une zone tampon entre les forces palestiniennes présentent au Liban et Israël. La Force multinationale de sécurité à Beyrouth est dissoute en mars 1984 à la suite du double attentat contre les contingents français et américain, le 23 octobre 1983.
Le mandat principal de la Finul est de « confirmer » le départ des troupes d'occupation israéliennes du Liban conformément à la résolution 425 de l'ONU. Les soldats de la Finul sont visés par des attaques récurrentes de l’Armée du Liban sud (ALS), une milice créée en 1976 en vue de lutter contre les groupes palestiniens dans le Sud du Liban. Elle devient une milice supplétive d'Israël après l'invasion du Sud-Liban par Tsahal en 1978. Les attaques menées par l’ALS, en concertation avec l’armée israélienne, ont pour objectif de forcer le départ de la Finul, mais il n’est pas atteint. La présence de celle-ci permet, dans les villages où elle est déployée, d’assurer une relative sécurité aux habitants. La Finul est aussi parfois attaquée par le Hezbollah, qui considère certains contingents européens comme pro-israéliens.
Après la fin de l'occupation israélienne en 2000, la mission onusienne est chargée d'aider le gouvernement de Beyrouth à restaurer son autorité dans la zone frontalière. Elle entame le marquage de la « ligne bleue », une délimitation qui fait office de frontière provisoire entre les deux pays. Après la guerre israélo-libanaise de 2006, la Finul est renforcée, passant de deux mille hommes à plus de dix mille, sous commandement européen. La Finul doit rendre compte au Conseil de sécurité des violations de la cessation des hostilités et accompagner le redéploiement de l’armée libanaise sur le terrain. Elle sert aussi d’outil pour désamorcer les tensions, faisant la courroie de transmission entre militaires libanais et israéliens.
Le 28 juillet 2006 la Finul évacue ses deux dernières tours d'observation. Avec l’adoption de résolution no 1701, et l'entrée en vigueur d'une mission d'interdiction d'entrée dans la zone à toute autre force militaire que l'armée libanaise, la Finul s'est renforcée au cours de l'automne 2006.
Le 28 août 2024, par sa résolution n° 2749, en réponse à une demande du gouvernement libanais, le conseil de sécurité de l’ONU, réitère son exigence de voir appliquer la résolution n° 1701 de 2006 et proroge le mandat de la Finul jusqu’au 31 août 2025,.

### Frappes d’Israël contre la Finul
Le 10 octobre 2024, des positions de la Finul sont visées par des tirs de l'armée israélienne qui est accusée de tirer délibérément sur les positions de la Finul blessant deux Casques bleus. Les autorités israéliennes avaient précédemment demandé à la Finul de se retirer de certaines de ses positions après le déclenchement de l’invasion israélienne du Liban de 2024. Deux autres Casques bleus sont blessés le lendemain lors d'une nouvelle attaque israélienne. Le 12 octobre, un 5e Casque bleu est blessé par des tirs israéliens au QG de la Finul à Ras al-Naqoura. Le 13 octobre, des chars israéliens pénètrent de force dans un camp de la Finul. Quinze Casques bleus auraient été blessés par du phosphore blanc tiré par Israël à proximité de leur position selon un rapport consulté par la presse. Le 20 octobre, la Finul déclare que les forces israéliennes ont volontairement détruit une tour d’observation et la clôture d’une de ses positions à Marwahin. Le 7 novembre, six casques bleus sont blessés dans un raid aérien israélien, qui a aussi tué trois civils libanais.
Les Casques bleus ne ripostent à aucune de ces attaques.
Tandis que Gérard Araud, ancien ambassadeur de France, indique dans un entretien que « Israël a toujours considéré que la Finul était sur son chemin », les autorités israéliennes demandent un retrait au-delà de cinq kilomètres de ses soldats, ce qui est refusé par la Finul.
Alors que les premières attaques contre la Finul amènent à des protestations de nombreuses chancelleries — l’Italie parlant de possibles « crimes de guerre », une lettre, initiée par la Pologne et signée par trente-quatre États contributeurs de la Finul, réaffirme le soutien total à la Force dont le rôle est crucial dans la région, condamne fortement les récentes attaques contre les Casques bleus, exhorte les différentes parties du conflit à respecter la présence de la Finul, appelle au respect du droit international.
Benyamin Nétanyahou accuse lui la Finul de ne pas remplir sa mission en ne procédant pas au désarmement du Hezbollah et en n’empêchant pas l’aménagement de tunnels. Le porte-parole de la mission répond que concernant les armes, le mandat de la mission est d’informer le conseil de sécurité des Nations unies des activités suspectes et de soutenir l’armée libanaise tandis que pour les tunnels, les autorités libanaises ne lui ont jamais permis de pénétrer les propriétés privées.
L'armée israélienne frappe à nouveau une position de la Finul au Liban-Sud le 14 mai 2025 malgré le cessez-le-feu.

## Mission
Son mandat est de : 
- Confirmer le départ des troupes israéliennes du sud du Liban
- Rétablir la paix et la sécurité internationale
- Aider le gouvernement libanais à restaurer son autorité effective dans la région

Le mandat de la FINUL ne lui impose pas de faire respecter la résolution 1701.

### Déminage au Sud-Liban
Déployés au Sud-Liban, des démineurs de la FINUL ont pour mission de déminer les abords de la ligne bleue pour pouvoir installer des piquets bleus matérialisant la ligne de démarcation entre Liban et Israël, et qui sert de frontière en attendant un règlement des différents litiges frontaliers subsistants.
Les mines sont à majorité israéliennes et ont été posées ou larguées pendant la guerre de 2006.

## Effectifs

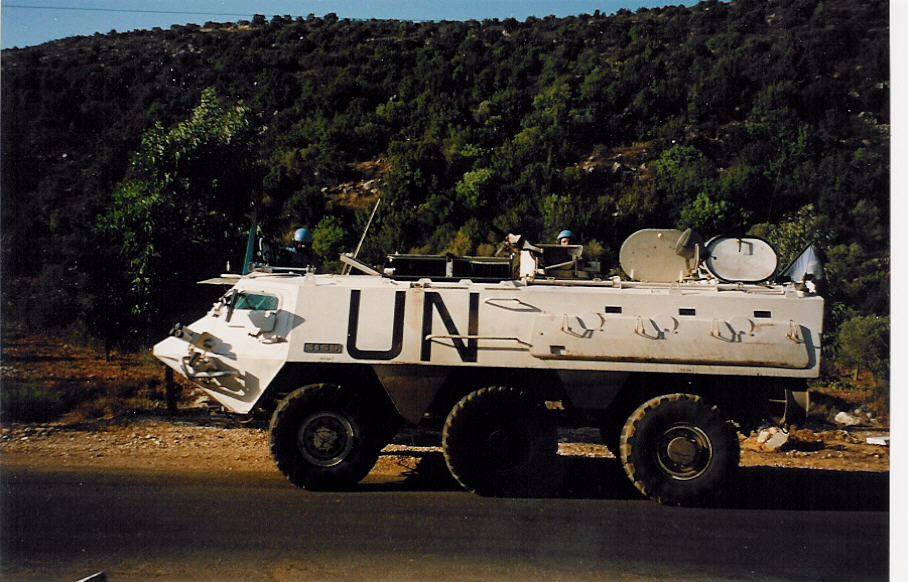
Un Sisu XA-180 de la FINUL.

Ses effectifs ont énormément varié depuis 1978, augmentant ou diminuant suivant la situation sur place ; ainsi alors qu'en 1999, ils étaient de 4 500 hommes, ils atteignirent 7 935 en 2000 lors du retrait israélien du Sud-Liban.

### En 2005
Au 31 décembre 2005, elle comptait 1 989 militaires et 390 agents civils. Son quartier général est à Naqoura, dans le sud du Liban ; 600 militaires y sont stationnés, les 1 400 autres, essentiellement Chinois, Ghanéens et Indiens, mais aussi 200 soldats français, répartis dans 43 postes le long de la frontière.
Elle est assistée par l'Organisme des Nations unies chargé de la surveillance de la trêve (ONUST) composée d'une cinquantaine d'observateurs dont 3 Français.
Elle est structurée en :
- 1 bataillon d'infanterie ghanéen dans la partie ouest du Liban du Sud ;
- 1 bataillon d'infanterie indien dans la partie est ;
- 1 détachement de génie chinois ;
- 1 détachement logistique polonais ;
- 1 détachement hélicoptère italien ;
- 1 détachement français de 202 hommes.

Le détachement français se compose quant à lui de :
- l'état-major France ainsi que celui de la Force
- du 420e détachement de soutien (DetSout) armé par le 601e RCR depuis le mois de septembre 2006 (65e mandat de la FINUL) pour une durée de quatre mois.

Mission du 420e DetSout :
- Protection de l'état-major de la Force à Naqoura
- Soutien de véhicules tactiques de la Force
- Assistance médicale gratuite à la population

### FINUL 2 en 2006
Le PC est toujours stationné à Naqoura et les unités déployées sont les suivantes :
- Brigade Ouest
  - un bataillon d'infanterie Italie
  - un bataillon de cavalerie légère Italie
  - un bataillon d'infanterie mécanisée France avec notamment des Leclerc
  - un bataillon d'infanterie Ghana
- Brigade Est
  - un bataillon d'infanterie motorisée Espagne
  - un bataillon d'infanterie Inde
  - un bataillon d'infanterie Népal
  - un bataillon d'infanterie Indonésie
- 6 compagnies de Génie (France - Belgique - Portugal - Chine - Turquie - Irlande/Finlande)
- une compagnie d'infanterie mécanisée en QRF (Quick response force) (opération Daman pour la France)
- un détachement d'infanterie motorisée France
- un détachement d'hélicoptères Italie
- un bataillon de soutien logistique Pologne
- une unité médicale Belgique

La FINUL ne possède pas de force de dissuasion aérienne.

### Effectifs actuels
Au 30 août 2023, les effectifs de la FINUL atteignent les 10 000 soldats, provenant de 49 pays. Le degré de contribution de chaque État est cependant très variable, et fluctuant au fil du temps et des besoins.

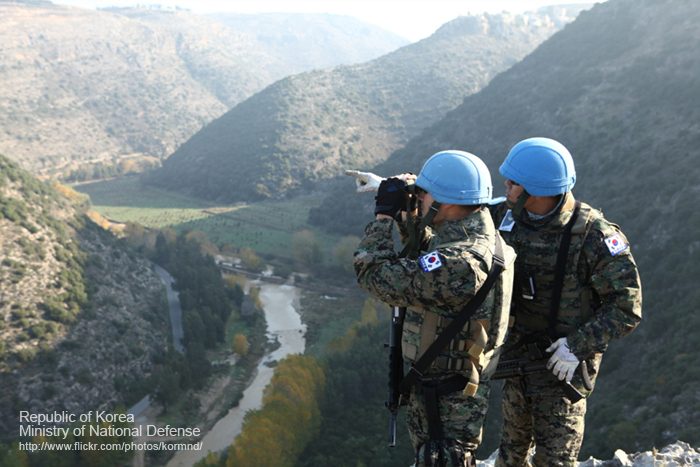
Casques bleus sud-coréens de la FINUL en 2011

À cette date, les dix principales nations contributrices regroupent l'Indonésie (1 232 soldats), le Népal (874), l'Inde (893), le Ghana (870), la Malaisie (833), l'Espagne (663), la France (652), la Chine (418), l'Irlande (338) et  la Corée du Sud (281).
D'autres nations contribuent significativement avec des forces dépassant la centaine d'hommes : la Pologne, la Finlande, le Cambodge, la Serbie, l'Autriche, la Turquie, la Grèce, la Tanzanie, le Sri Lanka et le Bangladesh. La Moldavie, l'Allemagne, Brunei et l'El Salvador fournissent quant à elles quelques dizaines de troupes.
Quant aux autres pays, leur participation s'élève à un seul représentant militaire, ou à une équipe réduite.

#### Liste des pays participants
Voici les pays qui participeront à cette FINUL renforcée (UNIFIL Plus en anglais) :
- Allemagne : des unités d'appui naval, aérien et logistique côtière (Deutsche Marine)[20]
- Bangladesh : 300 soldats ;
- Belgique : 302 puis 394 soldats ;
- Brunei : 200 ;
- Bulgarie : une équipe de médecins et 50 militaires ;
- Chili : 350 soldats ;
- Chine : (?) Moyen génie chargé des opérations déminages ;
- Chypre : mettra ses infrastructures à la disposition de la force ;
- Danemark : trois corvettes pour lutter contre la contrebande d'armes ;
- Espagne : 1 100 soldats ;
- États-Unis : aide logistique et de planification uniquement ;
- Finlande : 250 sapeurs ;
- France : 2 000 militaires ;
- Royaume-Uni : une frégate et des aéronefs (2 AWACS et 6 Jaguar stationnés à Akrotiri) ;
- Grèce : une frégate, un hélicoptère et des forces spéciales amphibie ;
- Indonésie : 1 000 militaires dont 150 sapeurs ;
- Irlande : 450 militaires ;
- Italie, opération Leonte : 2 500 soldats. L'Italie dirige cette force depuis février 2007 ;
- Japon : 200 (?) ;
- Malaisie : 1 000 militaires ;
- Népal : 850 soldats ;
- Norvège : 4 vedettes avec une centaine de membres d'équipage ;
- Nouvelle-Zélande : un contingent réduit, en raison des missions à Timor oriental et aux îles Salomon ;
- Philippines : 400 (?) ;
- Pologne : 500 soldats (dont 214 déjà en place au Liban) ;
- Portugal : 140 sapeurs ;
- Qatar : 200 à 300 soldats ;
- République dominicaine : 30 (?)
- Slovénie : 10 à 20 soldats ;
- Suisse : 200 (?)
- Suède : une corvette avec à bord 80 marins ;
- Turquie : 5 000 (?) ;
- Vietnam : 40 (?)

##### Opération Daman, nom de la participation française
La France est présente depuis 1978 au Liban, elle est l’un des principaux pays contributeurs de la FINUL (près de 700 soldats en 2017), Le contingent français arme principalement la Force Commander Reserve (FCR), qui est en mesure d’intervenir très rapidement au profit de tous les contingents déployés sur l'ensemble de la zone d’action de la FINUL. Une vingtaine de militaires français est par ailleurs insérée au sein de l’état-major de la FINUL. Des éléments français travaillent aussi au profit des détachements renseignement, du National Component Command, du renfort ambassade et du commandement des systèmes d’information et de commandement interarmées de théâtre.
En 2017, plus de 700 patrouilles ont été effectuées par les soldats de la force Daman. Toutes ont été menées conjointement avec les forces armées libanaises le long de la frontière israélo-libanaise.

### Décédés en mission
De 1978 au 4 septembre 2009, on compte 279 membres de la FINUL décédés en mission à quoi il faut ajouter des centaines de blessés : 266 soldats, 2 observateurs militaires, 5 membres du personnel civil international, 6 membres du personnel civil local.
Le bilan en septembre 2006 était de 258 morts : 249 soldats, 2 observateurs militaires, 3 membres du personnel civil international, 4 membres du personnel civil local
De 1978 à 1998, les pertes se répartissaient ainsi :
- Accidents : 93
- Actes hostiles : 83
- Maladies : 42
- Autres : 10
- Total : 228

La liste de 250 membres de la FINUL décédés lors de la mission est gravée sur une plaque de béton placée face à l'hôtel Rest House de Tyr.
Depuis leur venue, les militaires internationaux ont été frappés à un moment ou à un autre par quasiment tous les acteurs de la guerre du Liban ; ainsi en 1978, un colonel français commandant les forces françaises reçoit 17 balles dans une embuscade montée par un groupe palestinien, le 21 décembre 1983, le Hezbollah attaque des soldats français de la FINUL au Liban-Sud. Bilan : 10 morts, dont un soldat français, et 110 blessés tandis que quatre autres ont succombé lors du 25 juillet 2006 dans leur abri lorsque leur poste a été détruit par une bombe israélienne, alors que les environs étaient bombardés depuis plusieurs heures. Une autre tour avait essuyé des tirs deux jours auparavant.

## Financement
Financement
Les crédits ouverts aux fins du financement de la mission sont portés sur un compte spécial. Ce sont les États membres de l'ONU qui financent. Les États-Unis paient près d'un quart de ceux-ci.
Crédits ouverts
1er juillet 2006 - 30 juin 2007.
350,87 millions de dollars américains.
Budget approuvé
Du 1er juillet 2011 au 30 juin 2012.
545,47 millions de dollars.
Entre 1er juillet 2017 et 30 juin 2018, le budget approuvé par l'assemblée générale des Nations unies s'élève à 483 millions de dollars, soit environ 425 millions d'euros.
Entre le 1er juillet 2020 et le 30 juillet 2021, le budget approuvé par l'assemblée générale des Nations unies s'élève à 480 millions de dollars.

## Commandants
| Période                              | Nom                                | Pays     |
| ------------------------------------ | ---------------------------------- | -------- |
| mars 1978 - février 1981             | général Emmanuel A. Erskine (en)   | Ghana    |
| février 1981 - mai 1986              | général William O'Callaghan (en)   | Irlande  |
| juin 1986 - juin 1988                | général Gustav Hägglund (en)       | Finlande |
| juillet 1988 - février 1993          | général Lars-Erik Wahlgren (sv)    | Suède    |
| février 1993 - février 1995          | général Trond Furuhovde (no)       | Norvège  |
| 1er avril 1995 - 1er octobre 1997    | général Franciszek Woźniak (pl)    | Pologne  |
| 1er octobre 1997 - 30 septembre 1999 | général Jioje Konousi Koronte      | Fidji    |
| 30 septembre - 1er décembre 1999     | général James Sreenan (en)         | Irlande  |
| 1er décembre 1999 - 15 mai 2001      | général Seth Kofi Obeng (en)       | Ghana    |
| 15 mai - 17 août 2001                | général Ganesan Athmanathan        | Inde     |
| 17 août 2001 - 17 février 2004       | général Lalit Mohan Tewari         | Inde     |
| 17 février 2004 - 2 février 2007     | général Alain Pellegrini           | France   |
| 2 février 2007 - 28 janvier 2010     | général Claudio Graziano           | Italie   |
| 28 janvier 2010 - 28 janvier 2012    | général Alberto Asarta Cuevas (en) | Espagne  |
| 28 janvier 2012 - 24 juillet 2014    | général Paolo Serra (it)           | Italie   |
| 24 juillet 2014 - 18 juillet 2016    | général Luciano Portolano (it)     | Italie   |
| 19 juillet 2016 - 6 août 2018        | général Michael Beary (en)         | Irlande  |
| 7 août 2018 - 28 février 2022        | général Stefano Del Col            | Italie   |
| Depuis le 28 février 2022            | général Aroldo Lázaro Sáenz        | Espagne  |

## Chefs d'état-major
| Période   | Nom                                      | Pays   |
| --------- | ---------------------------------------- | ------ |
| 2007-2008 | général François Estrate                 | France |
| 2008-2009 | général Olivier de Bavinchove (es)       | France |
| 2009-2010 | général Vincent Lafontaine               | France |
| 2010-2011 | général Xavier de Woillemont             | France |

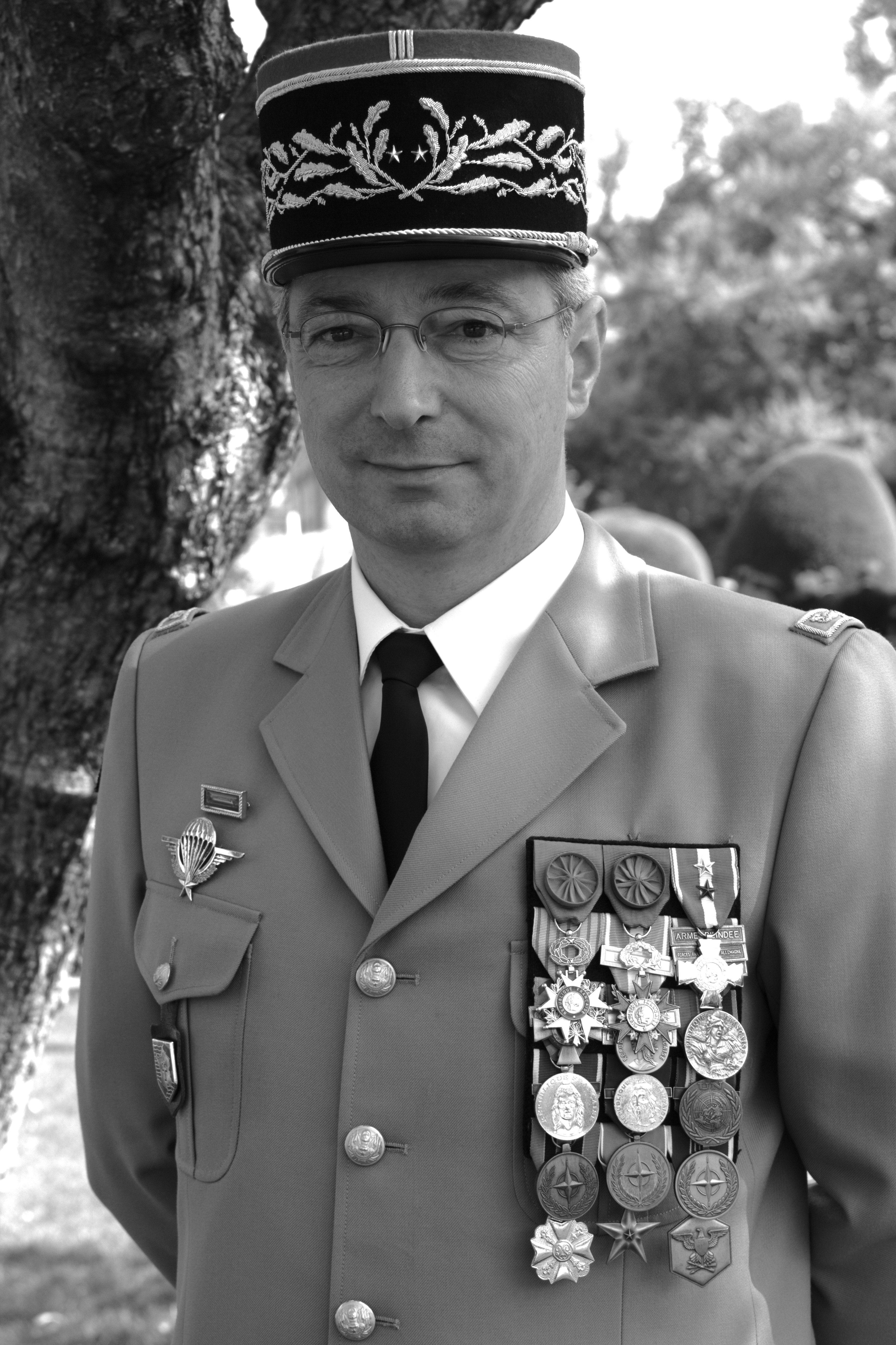
Le général Éric Hautecloque-Raysz.

| 2011-2012 | général Olivier Pougin de La Maisonneuve | France |
| 2012-2013 | général Hugues Delort-Laval              | France |
| 2013-2014 | général Jean-Jacques Toutous             | France |
| 2014-2015 | général Éric Hautecloque-Raysz           | France |
| 2016-2017 | général Pierre Liot de Nortbecourt       | France |
| 2017-2018 | général Christian Thiébault              | France |
| 2018      | général Yann Gravêthe                    | France |

## Décoration

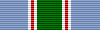
Ruban de la médaille de la FINUL.

### Médaille de la FINUL

#### Ruban
Le ruban est composé de trois larges bandes bleu ONU (9 mm), vert clair (11 mm) et bleu ONU (9 mm) séparées par trois bandes étroites (1 mm de largeur chacune) blanc, rouge et blanc.

#### Attribution
Cette médaille est décernée en reconnaissance de 90 jours de service, à partir du 19 mars 1978.